# بوب وودز
بوب وودز (بالإنجليزية: Bob Woods)‏ هو عالم أورام وطبيب وسياسي أسترالي وبريطاني، ولد في 13 أبريل 1947 في لندن في المملكة المتحدة. حزبياً، نشط في الحزب الليبرالي الأسترالي. وقد انتخب عضو مجلس النواب الأسترالي عن دائرة Division of Lowe ‏ (11 يوليو 1987 – 13 مارس 1993) وانتخب عضو مجلس الشيوخ الأسترالي ‏ عن دائرة نيوساوث ويلز ‏ (8 مارس 1994 – 7 مارس 1997).